# Стів Боулд
Стів Боулд (англ. Steve Bould, нар. 16 листопада 1962, Сток-он-Трент) — англійський футболіст, що грав на позиції захисника. По завершенні ігрової кар'єри — тренер. З 2012 року входить до тренерського штабу «Арсеналу».
Виступав на позиції центрального захисника з 1980-х по 2000-і роки. Свою кар'єру Боулд розпочав у рідному місті, виступаючи за місцевий «Сток Сіті», де придбав репутацію перспективного молодого футболіста. Після більш ніж 8 років, проведених у складі «гончарів», і ставши одним з найбільш затребуваних англійських захисників, Боулд перебрався в лондонський «Арсенал». Разом з Тоні Адамсом, Найджелом Вітерберном і колишнім партнером по «Стоку» Лі Діксоном він сформував знамениту четвірку захисників. Виступаючи за «канонірів» Боулд став триразовим чемпіоном Англії, дворазовим володарем Кубка Англії, а також Кубка англійської ліги, Суперкубка Англії та Кубка Кубків УЄФА. У 1999 році Боулд перейшов з «Арсеналу» в «Сандерленд», де і завершив кар'єру.
Після завершення кар'єри гравця Боулд протягом більш ніж 10 років успішно керував юнацькою командою академії «Арсеналу». На старті сезону 2012/13 зайняв посаду помічника головного тренера, змінивши на цьому посту Пета Райса.

## Клубна кар'єра

### Сток Сіті
Боулд народився і виріс в місті Сток-он-Трент, де в 1978 році уклав свій перший контракт з місцевим клубом «Сток Сіті». Його професійна кар'єра почалася двома роками пізніше, а перший дебют на полі відбувся у вересні 1981 року у матчі проти «Мідлсбро», в якому його команда поступилася з рахунком 3:2. У той час Стів грав на позиції правого захисника. Він отримував мало ігрової практики, тому в жовтні 1982 року відправився в оренду в «Торкі Юнайтед».
Боулд став регулярно виходити в основі після того, як тодішній тренер Стоку Мік Міллс перевів його в центр на заміну Полу Дайсону. Травма спини, яку він отримав у сезоні 1986-87, не дозволила йому закінчити сезон і можливо завадила його команді потрапити в раунд плей-оф. До моменту завершення сезону 1987-88 стало очевидно, що він є одним з найкращих захисників в Другому дивізіоні. «Арсенал» і «Евертон» вели переговори про його придбання. У підсумку Боулд перейшов в «Арсенал» за 390 тис. фунтів.

### Арсенал
Боулд офіційно став гравцем «Арсеналу» 13 червня 1988 року і незабаром став одним з гравців знаменитої четвірки захисників лондонського клубу, куди крім нього входили Тоні Адамс, Найджел Вінтерберн і Лі Діксон. У складі «канонірів» він двічі став переможцем Першого дивізіону в сезонах 1988/89 і 1990/91.
15 серпня 1992 року він забив перший гол «Арсеналу» в історії Прем'єр-ліги, яка прийшла на зміну Першому дивізіону. Не дивлячись на це «каноніри» зазнали поразки з рахунком 4:2 від «Норвіч Сіті». Травми не дозволили йому зіграти у фіналах Кубка Англії та Кубка ліги 1992/93. Його місце у складі зайняв Енді Лінінгем.
Після перемоги в Кубку володарів кубків у 1994 році в грі «Арсеналу» і Боулда намітився застій. З приходом в 1996 році Арсена Венгера з'явилися чутки, що Боулд залишить команду, тому що на його місці в основі часто став виходити Мартін Кіоун. Однак цього не сталося, більше того, Стів став одним з важливих елементів складу, який виграв «золотий дубль» у сезоні 1997/98.
Останній сезон Боулда у складі «гармашів» склався для команди невдало: «каноніри» поступилися Кубок Англії і золоті медалі чемпіонату «Манчестер Юнайтед», які виграли у тому сезоні «требл».

### «Сандерленд»
У липні 1999 року Боулд перейшов у «Сандерленд» за суму в 500 тис. фунтів стерлінгів. Після відходу у грудні 1999 року Кевіна Болла, колишнього капітана команди, Боулд отримав капітанську пов'язку. Його гра в сезоні 1999/00 багато в чому допомогла «Сандерленду» зайняти сьому сходинку у таблиці.
1 вересня 2000 року Боулд заявив про завершення кар'єри гравця.

## Виступи за збірну
Не дивлячись на те, що Боулд був одним з найкращих англійських захисників тих років, у складі національної збірної Англії він провів всього два матчі, при цьому дебютував за неї вже у віці 32 років. Це були товариські ігри проти збірних Греції і Норвегії у 1994 році під керівництвом Террі Венейблза.

## Кар'єра тренера

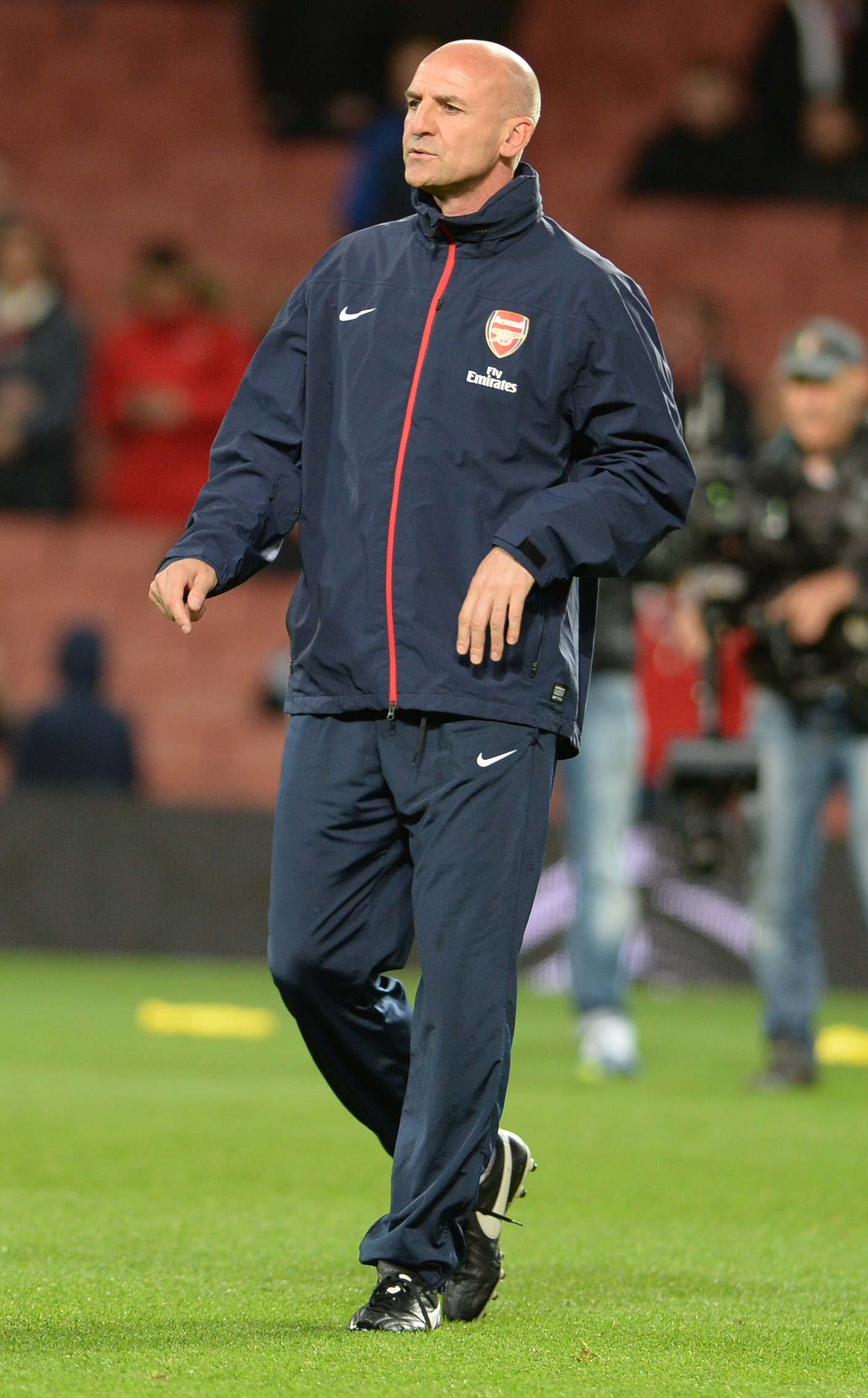
Стів Боулд як асистент Арсена Венгера у «Арсеналі». 2013 рік.

Розпочав тренерську кар'єру невдовзі по завершенні кар'єри гравця, у червні 2001 року, повернувшись в «Арсенал», де став тренером юнацької команди. Під його керівництвом команда двічі виграла юнацьку Прем'єр-лігу в сезонах 2008/09 і 2009/10 і молодіжний кубок Англії 2009 року. 
10 травня 2012 року було оголошено, що Боулд став новим помічником Арсена Венгера замість Пета Райса, який покинув клуб за станом здоров'я.

## Титули і досягнення
- Чемпіон Англії (3):

«Арсенал»: 1988–89, 1990–91, 1997–98
- Володар Кубка Англії (2):

«Арсенал»: 1992–93, 1997–98
- Володар Кубка англійської ліги (1):

«Арсенал»: 1992–93
- Володар Кубка Кубків УЄФА (1):

«Арсенал»: 1993–1994
- Володар Суперкубка Англії (2):

«Арсенал»: 1998, 1999